# Coryneliaceae
Coryneliaceae is een familie van schimmels uit de orde Coryneliales. De familie bestaat uit de volgende geslachten: 
- Alboffia
- Caliciopsis
- Capnodiella
- Corynelia
- Coryneliopsis
- Coryneliospora
- Endohormidium
- Fitzpatrickella
- Hypsotheca
- Lagenula
- Lagenulopsis
- Sorica
- Tripocorynelia
- Tripospora[2]